# 제닌 슈토

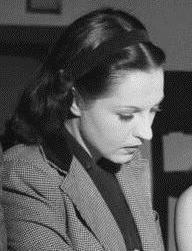

제닌 슈토(Janine Sutto, 1921년 4월 20일 ~ 2017년 3월 28일)는 프랑스의 배우이다.
파리에서 태어났으며 몬트리올에서 사망하였다. 사인은 알츠하이머병이다.

## 영화
- 라 캡쳐 (2007년)
- 리틀 북 오브 리벤지 (2006년)
- 콩고라마 (2006년)
- 라 폼, 라 꿰에레 페핀 (1974년) - 아드리안 역
- 자유 부인 (1970년)